# Megaguirus
Megaguirus / Meganulon / Meganula – fikcyjne potwory (kaijū), występujące w japońskich filmach fantastycznonaukowych wytwórni Tōhō. Są gigantycznymi ważkami pochodzenia najczęściej prehistorycznego.

## Meganulon
Meganulon (jap. メガヌロン Meganuron) – fikcyjny gigantyczny potwór (kaijū), występujący w japońskich filmach fantastycznonaukowych wytwórni Tōhō. Jest kilkumetrowym owadem z czasów prehistorycznych.

### Seria Shōwa
W filmie Rodan – ptak śmierci Meganulony były turkuciami ocalałym z czasów prehistorycznych, prawdopodobnie dzięki testom nuklearnym. Żyły w jaskini znajdującej w najgłębszych partiach jednej z kopalni w prefekturze Nagasaki. Wyszły przez otwartą szczelinę i odpowiadały za zabójstwa górników pracujących w jednej z kopalni. Początkowo uważano, że to jeden z górników był mordercą innych. Shigeru Kawamura, odpowiadający za bezpieczeństwo w kopalni, nie wierzył w to. W końcu Meganulony ujawniły się światu nachodząc wieś położoną przy kopalni. Policja metropolitalna i Shigeru podjęli się walki z potworami ścigając je do najniższych części kopalni. Shigeru spowodował zawalenie kopalni i uniemożliwił wydostania się owadów na powierzchnię ziemi, ale skazał się tym samym na uwięzienie.
Według ekspertyzy profesora Kashiwagiego Meganulony musiały wydłużyć życie dzięki warunkom w jaskini oraz żyć tam ok. 3–4 lat, a w krótkich odstępach czasu wychodzić na żer. Wkrótce podczas erupcji wulkanu Aso, został znaleziony wycieńczony Shigeru z amnezją. Gdy został z niej wyleczony, potwierdził czym są także Meganulony – stanowiły one pożywienie dla dużo większego pisklęcia Rodana.

### Seria Millenium
W filmie Godzilla kontra Megaguirus Meganulony zostały zinterpretowane jako ważki. Były one larwami Meganul, prehistorycznych praważek, które znalazły się w czasach współczesnych przez wojskowy eksperyment z czarną dziurą. Jedna z nich złożyła jajo znalezione przez chłopca imieniem Jun. Jajo to zostało przez niego wyrzucone do kanałów w Tokio. Tam wykluło się z niego mnóstwo Meganulonów, które grasowały po mieście i zabijały przypadkowych ludzi, dopóki nie przeobraziły w Meganule.
Według fikcyjnej książki Ancient Animal Giant Encyclopedia (jap. おおむかし生き物大図鑑 Ōmukashi Ikimono Daizukan) pojawiającej się w Godzilla kontra Megaguirus Meganulony żyły na Ziemi 300 tys. lat temu. Dwie skamieliny Meganulona zostały odkryte, jedna w Niemczech i druga w Chinach i nadana została nazwa naukowa Meganulon hory (jap. メガヌロン・ホリイ Meganuron horī).

## Meganula
Meganula (jap. メガニューラ Meganyūra) – fikcyjny gigantyczny potwór (kaijū), występujący w japońskich filmach fantastycznonaukowych wytwórni Tōhō. Jest prehistoryczną ważką z okresu karbonu.
Według fikcyjnej książki Ancient Animal Giant Encyclopedia (jap. おおむかし生き物大図鑑 Ōmukashi Ikimono Daizukan) pojawiającej się w filmie Godzilla kontra Megaguirus Meganule żyły na Ziemi 300 tys. lat temu. Duża ilość skamielin Meganul zostały odkryta w Chinach i nadana została nazwa naukowa Meganula ruizae (jap. メガニューラ・ルイザエ Meganyūra ruizae).
Podczas wojskowego eksperymentu z czarną dziurą jedna z Meganul przedostała się do czasów współczesnych, gdzie złożyła jajo znalezione przez chłopca imieniem Jun. Podczas przeprowadzki do Tokio Jun wyrzucił jajo do kanałów, gdy to zaczynało pokrywać się śluzem. Tam wykluło się z niego mnóstwo Meganulonów, form larwarnych Meganul.
Gdy Jun dostrzegł w nocy wielką ważkę, następnego dnia wiedziony wyrzutami sumienia spotkał się z major Tsujimori. Ta pocieszyła go, że wina leży wyłącznie po stronie wojska i stwierdziła, że ważka musiała być zbyt blisko eksperymentu i się zmutowała. Jednak Jun pokazał jej jedną ze swoich entomologicznych książek i powiedział, że to mógł być Meganulon będący larwą karbonowej ważki Meganuly. Wkrótce satelita przesłał fotografię, w którym Godzilla zaatakował obiekt zidentyfikowany potem jako Meganulę.
Niedługo potem cała dzielnica Shibuya znalazła się pod wodą. Japońskie Siły Samoobrony odkryły tam tysiące Meganulonów na budynkach, gdzie przeobrażały się w Meganule. Gdy Godzilla został zauważony na wyspie Kiganjima, udał się tam rój Meganul, które zaatakowały go i zaczęły wysysać się z niego energię za pomocą swych żądeł. Godzilla odpierał ich natarcie za pomocą swego ogona, aż w końcu przegonił je swym termonuklearnym promieniem. Ocalałe Meganule zanurzyły się do zatopionej dzielnicy Shibuya i przekazały znajdującej się tam królowej – Megaguirus – energię Godzilli, poświęcając przy tym swe życie.

## Megaguirus
Megaguirus (jap. メガギラス Megagirasu) – fikcyjny gigantyczny potwór (kaijū) występujący w filmie Godzilla kontra Megaguirus z 2000 roku.
Megaguirus była królową roju Meganul, praważek żyjących epoce karbonu i jako zwierzę była niezwykle terytorialna, zabijając każdego intruza. Podczas wojskowego eksperymentu z czarną dziurą jako jedna z Meganul przedostała się do czasów współczesnych, gdzie złożyła jajo, z którego potem wykluły się Meganulony.
Wkrótce satelita przesłał fotografię, w którym Godzilla zaatakował obiekt zidentyfikowany potem jako Meganulę, która złożyła jajo i obecnie znajdowała się pod wodą w dotkniętej powodzią Shibuyi. Obecnie tam były również tysiące Meganulonów, które przeobraziły się w Meganule. Rój po zaatakowaniu Godzilli na wyspie Kiganjima i wyssaniu części jego energii przekazał ją swej królowej, jednocześnie poświęcając swe życie.
Megaguirus nocą wylęgła się ze swego kokonu jako potworna hybryda Godzilli i Meganuli, po czym zaatakowała dalsze dzielnice Tokio. Wśród ludzi będących na miejscu ataku był Hajime Kudo, który trafił do szpitala. Opisał zajście naukowcom, którzy potwierdzili czym jest Megaguirus.
Niedługo po tym Godzilla pojawił się w Zatoce Tokijskiej wiedziony czymś do Tokio. Była to Megaguirus, która zamierzała wyssać resztę jego energii. Fale szokowe produkowane przez jej skrzydła uniemożliwiły specjalnej jednostce Japońskich Sił Samoobrony – G-Grapers uruchomienie działa wymierzonego przeciw potworom. Megaguirus miała wyraźną przewagę nad Godzillą, gdyż wysysając z niego energię za pomocą swego żądła, uniemożliwiła mu tym samym atak termonuklearnym promieniem. Ostatecznie Godzilla zmienił taktykę walki i podstępem doprowadził do odcięcia jednego ze szczypców Megaguirus swoimi płetwami grzbietowymi. Megaguirus próbowała z zaskoczenia użądlić Godzillę, który oplótł swym ogonem jej odwłok i sprowadził na ziemię. Po dłuższym czasie Megaguirus zaatakowała Godzillę plazmową kulą energii i próbowała go użądlić w łeb. W ostatniej chwili Godzilla złapał żądło w zęby i je odgryzł. Zaskoczona Megaguirus próbowała odlecieć na bezpieczniejszy dystans, jednak Godzilla miał na tyle energii, by wypuścić w jej stronę swój termonuklearny promień, paląc ją żywcem i zabijając ją na miejscu.